# Notogomphus lecythus
Notogomphus lecythus là một loài chuồn chuồn ngô thuộc họ Gomphidae. Nó được tìm thấy ở Ethiopia và Kenya. Các môi trường sống tự nhiên của chúng là các khu rừng ẩm ướt đất thấp nhiệt đới hoặc cận nhiệt đới, vùng đất có cây bụi nhiệt đới hoặc cận nhiệt đới, vùng cây bụi ẩm khu vực nhiệt đới hoặc cận nhiệt đới, và sông.